# Marianne Dissard
Pour les articles homonymes, voir Dissard.
Marianne Dissard, née le 20 mai 1969 à Tarbes (France), est une chanteuse, parolière, auteure, photographe, et réalisatrice française ayant vécu aux États-Unis de 1985 à 2013, dont vingt ans à Tucson en Arizona.

## Biographie
Marianne Dissard est née à Tarbes en France en 1969. Sa famille émigre à Phoenix en Arizona (USA) en 1985. Elle étudie la réalisation cinéma à University of Southern California (USC) à Los Angeles de 1989 à 1991. Elle s'installe en 1994 à Tucson en Arizona, et collabore d'abord comme réalisatrice, puis parolìere et finalement chanteuse et productrice, avec les piliers de cette dynamique scène que sont les groupes Giant Sand, Calexico, Sergio Mendoza, Brian Lopez, etc. En 2013, elle renoue avec l'Europe, choisissant de vivre à bord d'un voilier à Ramsgate en Angleterre. Elle est basée depuis 2022 à Glasgow en Écosse. Elle a été mariée au musicien français Naïm Amor de 1997 à 2007. 
Sa musique est reconnue comme un unique hybride de chanson française et d'Americana. Un premier album, L'Entredeux (2008), composé par Joey Burns du groupe Calexico, reçoit un Coup de Cœur de l'Académie Charles-Cros. Le deuxième album, L'Abandon (2011), suscite aussi d'excellentes critiques en France mais aussi en Europe, en Amérique du Nord et Nouvelle-Zélande,, et sera l'occasion d'une première collaboration avec le producteur et DJ de hip-hop, BK-One, dans une ouverture vers une autre scène musicale, celle de Minneapolis. En 2011, elle est reconnue comme "révélation féminine 2011" par Le Parisien, représentation au Museum of Modern Art de New York en août 2010, Coup de cœur Académie Charles Cros 2009. Sa présence scénique est notée pour « l'intensité de son charisme ». Son troisième album enregistré à Tucson, intitulé The Cat. Not Me est une collaboration avec le compositeur Sergio Mendoza, album qu'elle défend sur scène au festival SXSW 2013 avec Budo et, à partir de 2014 en Europe, avec le guitariste français Yan Péchin.
En 2020, elle entame une carrière de photographe de rue. Sa série de photographies de rue faites à Ramsgate pendant le premier hiver de la pandémie est exposée à Ramsgate en Angleterre, à Paris en France, et Glasgow en Écosse, puis édité en livre.
Ses collaborations avec la chorégraphe américaine Ami Garmon ont été présentées au Musée d'art moderne de la ville de Paris et à la Fondation Cartier, ainsi qu'en résidence aux Galeries d'Art Contemporain de la Ville de Marseille, dans l'émission Arte Lounge et au Konzerthaus de Dortmund en Allemagne. À partir de 2014, elle réalise les albums d'artistes français dont celui d'Orso Jesenska, applaudi par la critique. 
Les réalisations documentaires de Dissard l'amènent à collaborer avec le réalisateur américain Robert Kramer et sa fille Keja Kramer, l'artiste Robbie Conal, le Camaradas Lowrider Bike Club de Tucson et le groupe américain Giant Sand. Elle réalise des clips vidéo pour elle-même mais aussi pour les groupes Bones & Beeker, Amor Belhom Duo, Orkesta Mendoza, ABBC et Amparo Sanchez. Parolière, elle collabore avec Amor Belhom Duo et Naïm Amor, les chanteuses Fredda et Françoiz Breut et le chanteur Howe Gelb du groupe Giant Sand.
En 2004, elle crée à Tucson, le temps de la période pré-électorale, une organisation activiste, les Tucson Suffragettes, qui œuvre à la défaite de George W. Bush lors de l'élection présidentielle américaine.

## Discographie

### Albums
- Rappel*le (2023)
- Cibola Gold : Best Of 2008-2015 (2016)
- Cologne Vier Takes (City Series) (2015)
- The Cat. Not Me (2014)
- Berlin Two Takes (City Series) (2012)
- L'Abandon (2011)
- Paris One Takes (City Series) (2010)
- L'Entredeux (2009)
- Dedicated To Your Walls. May They Keep Blooming (Demos) (2006)

### EPs et éditions limitées vinyl
- Won't You Please EP (2022)
- Limited-edition (2009), 7" split single avec Desing
- Limited-edition (2008), 7″ split single avec Alaska In Winter
- Limited-edition (2006), 7″ quatre titres de "Dedicated To Your Walls"

### Compilations
- Wes Anderson tribute - American Laundromat Records (2014)
- Tucson Songs - Le Pop Musik (2012)
- Rough Guide to Paris Lounge - Rough Guides (2011)
- Le Pop 6 - Le Pop Musik (2010)
- Eight for Matisse - Barbes Records / MOMA (2010)
- Le Pop 5 - Le Pop Musik (2009)
- Ballade En France - Universal Australia (2009)
- Le Pop Les Filles - Le Pop Musik (2008)
- Christmas in Tucson - independent (2007)
- Wish You - Trikont Records (2007) avec Amparo Sanchez
- Kris Kristofferson tribute - independent (2006)
- Filles Fragiles - Filles Sourires (2006)
- Loving Takes Its Toll, Tribute to Kath Bloom - Chapter Music (2000)

### Collaborations - Paroles
- Avec Fredda sur l'album "L'Ancolie" (2012)
- Avec Naïm Amor Introducing... (2008)
- Avec Amparo Sánchez sur le titre "Je & Tu Ne Croient Plus Au Père Nöel" (2008)
- Avec Giant Sand sur l'album "All Over The Map"
- Avec Naïm Amor sur l'album Mistake Love (2005)
- Avec Amor Belhom Duo sur l'album "Live In Tucson" (2001)
- Avec Amor Belhom Duo sur l'album "Self-titled" (1999)
- Avec Amor Belhom Duo sur l'album "Wavelab Performance" (1998)

### Collaborations - Duos & Chant
- Avec The Inspector Cluzo (2018-2019)
- Avec Orso Jesenska sur l'album 'Effacer La Mer' (2015)
- Avec Arno sur 'Un Gros Chat' (2012)
- Avec Noah And The Megafaun - (2011)
- Avec Brian Lopez sur 'Ultra' (2011)
- ABBC / Tête A Tête Calexico Amor Belhom Duo - Wabana Records (1999)
- Ballad of Cable Hogue - Calexico (1999)
- Avec The Inspector Cluzo au chant sur le titre "The Best" de l'album  "We People Of The Soil" (2018)

## Filmographie
- World Behind (2015) Bones & Beeker- vidéo pour l'album du groupe Bones & Beeker
- Tortue (2015) - 5 min, clip vidéo pour l'album "The Cat. Not Me". Réalisatrice.
- Trailer Bones & Beeker (2015) - vidéo pour l'album du groupe Bones & Beeker
- Je Ne Le Savais Pas (2014) - 5 min, clip vidéo pour l'album "The Cat. Not Me". Réalisatrice.
- Mouton Bercail (2013) -  4 min, deux clips vidéo pour l'album "The Cat. Not Me". Réalisatrice.
- Am Letzen (2013) - 3 min, clip vidéo pour l'album "The Cat. Not Me". Réalisatrice.
- Close Your Eyes And Add A Touch of Nothing (2013), captation du spectacle de danse d'Ami Garmon et Frank Willens. Réalisatrice/Dramaturg.
- Mambo In The Dark (2012), 2 min, clip vidéo pour l'album "Mambo Mexicano" de Sergio Mendoza Y La Orkesta. Réalisatrice.
- Lonesome Cowgirls (2011), 52 min, video remake concept du film d'Andy Warhol, "Lonesome Cowboys". Réalisatrice.
- Eté, Hiver (2011), 5 min, clip vidéo pour l'album "L'Abandon". Réalisatrice.
- The One And Only (2011), 5 min, clip vidéo pour l'album "L'Abandon". Réalisatrice.
- Les Draps Sourds (2008), 3 min, clip vidéo pour "L'Entredeux". Réalisatrice.
- Dublin: Celtic Traveler (2001), 52 min, documentaire pour TV Breitzh, France. Réalisatrice.
- Reminds Me (2011), 4 min, clip vidéo pour Amor Belhom Duo. Réalisatrice.
- Low Y Cool (1997), 52 min, documentaire pour Planête, France avec Robert Kramer. Réalisatrice.
- Drunken Bees (1995–2005), 30 min, documentaire sur Giant Sand. Réalisatrice.
- Post No Bills (1993), 57 min, documentaire sur Robbie Conal, PBS et ITVS. Coproductrice.